# قاضی محمد عیسی
قاضی محمد عیسی (زاده ۱۹۱۴ - درگذشته ۱۹۷۶) یک سیاستمدار پاکستانی واز رهبران برجسته جنبش پاکستان، از قوم هزاره بود.

## زندگی‌نامه
قاضی محمد عیسی قبل از سال ۱۹۴۷ در تشکیل اولین حزب سیاسی مسلمانان در بلوچستان پاکستان شرکت کرد. وی از هزاره‌های سنی‌مذهب قبیله شیخ‌علی بود که در زمان کشتار عبدالرحمان خان، از قندهار به پیشین، پاکستان مهاجرت نمودند. پدرش قاضی جلال‌الدین، قاضی‌القضات شهر قندهار بود و پس از جنگ سوم افغان و انگلیس، به شهر پیشین نقل مکان کردند. قاضی عیسی در دبیرستان دولتی و دبیرستان ساندیمن کویته تحصیل کرد و برای تکمیل آموزش عالی خود به انگلستان رفت. "وی پس از فراخواندن به بار در ژانویه ۱۹۳۹، به خانه بازگشت و با قاعد اعظم محمدعلی جناح در بمبئی ملاقات کرد. وی تحت تأثیر عقاید و شخصیت جناح قرار گرفت و در بازگشت به بلوچستان، حزب مسلم لیگ را در ایالت خود تأسیس کرد. او نقشی اساسی در رهبری جنبش پاکستان داشت و یکی از همکاران معتمد محمد علی جناح بود. او جوانترین عضو کمیته کاری اتحادیه مسلمانان تمام هند و دبیرکل مسلم لیگ بلوچستان بود. قاضی محمد عیسی به سرعت حزب را در سراسر ایالت سازمان داد و نقشی اساسی در «جنبش رای به پاکستان» و فعالیت تاریخی همه‌پرسی ایالت‌های شمال غربی بازی کرد. قاضی عیسی بیش از ۳۰۰٬۰۰۰ مایل مسافت را طی کرد تا میان سال‌های ۱۹۴۰ تا ۱۹۴۷ برای جنبش پاکستان کمپاین کند.

## خاندان قاضی
- قاضی محمد عیسی؛ نماینده ایالت بلوچستان در قرارداد لاهور و قرارداد پاکستان[۳]
- اشرف جهانگیر قاضی، برادرزاده قاضی محمد عیسی؛ کمیساریای عالی پاکستان در هند، نماینده دائمی پاکستان در سازمان ملل و نماینده ویژه دبیرکل سازمان ملل در عراق[۵]
- قاضی فائز عیسی، پسر قاضی محمد عیسی؛ در ۵ اوت ۲۰۰۹ رئیس دادگاه عالی بلوچستان و در ۵ سپتامبر ۲۰۱۴ قاضی دادگاه عالی پاکستان شد.[۶]

## تمبر پستی ۱۹۹۰
خدمات پستی پاکستان تمبر پستی یادبودی را به افتخار قاضی محمد عیسی در مجموعه «پیشگامان آزادی» در سال ۱۹۹۰ صادر کرد. بر روی این تمبر نام وی به عنوان قاضی محمد عیسی نوشته شده است.

## درگذشت و میراث
قاضی محمد عیسی در ۱۹ ژوئن ۱۹۷۶ درگذشت. او ۳۷ سال فداکارانه در مسلم لیگ خدمت کرد. در میان بازماندگان وی شخصیت‌های برجسته پاکستانی وجود دارد از جمله پسرش قاضی فائز عیسی است که قاضی‌القضات دادگاه عالی پاکستان می‌باشد. برادرزاده او قاضی اشرف جهانگیر است که بسیاری از مناصب برجسته دیپلماتیک را در خدمت پاکستان داشته است. قاضی محمد عیسی نیز از سال ۱۹۵۱ تا ۱۹۵۳ به عنوان سفیر پاکستان در برزیل بود.